# Estadi Marcantonio Bentegodi
L'estadi Marcantonio Bentegodi és una instal·lació esportiva de la ciutat italiana de Verona on es disputen els partits de futbol dels dos clubs professionals de futbol de la ciutat, el Hellas Verona FC i l'AC Chievo Verona. Fou inaugurat el 15 de desembre de 1963 per reemplaçar el vell estadi comunal de la plaça Cittadella. Té una pista que permet la disputa de proves atlètiques, unes dimensions de 105x67 metres i capacitat per a 42.160 espectadors. El seu nom fou posat en memòria de Marcantonio Bentegodi, un històric benefactor de l'esport veronès al segle xix. Va acollir diversos partits del mundial de 1990.